# 죽정초등학교
죽정초등학교(竹亭初等學校)는 대한민국 강원특별자치도 고성군 현내면 모정2길 2 (죽정리)에 있었던 공립 초등학교이다.

## 연혁
- 1956.11.24 대진국민학교 죽정분교장으로 개교
- 1957.01.10 죽정국민학교 설립인가
- 1996.03.01 죽정초등학교로 개명
- 2008.09.01 소규모학교 통폐합으로 폐교(대진초등학교로 통폐합)